# Yemschi Tepe
Yemschi Tepe (auch Emschi Tepe) ist die moderne Bezeichnung für die Überreste einer antiken Stadt im Norden von Afghanistan in der Provinz Dschuzdschan bei der Oase von Scheberghan, nahe der gleichnamigen Stadt und etwa 100 Kilometer westlich von Baktra, der Hauptstadt des antiken Baktriens gelegen.
Die etwa 20 Hektar einnehmende Stadt blühte vor allem zur Zeit des Kuschanareiches in den ersten Jahrhunderten nach Christi Geburt, ist aber wahrscheinlich eine hellenistische Gründung. Sie ging in der sassanidischen Zeit unter. Ihr antiker Name ist unbekannt. Die Stadt war rund und hatte einen Durchmesser von etwa 500 m. Sie hatte Mauern mit mehreren Toren. Im Norden der Stadt stand eine Art Zitadelle und daneben ein palastartiges Gebäude, das wahrscheinlich den lokalen Herrschern diente. Ende der 1960er Jahre fanden hier afghanisch-sowjetische Ausgrabungen statt, die unter anderem ein griechisches Ostrakon und zahlreiche Statuen fanden.